# 格拉訥河 (埃姆斯河支流)
52°09′07″N 7°37′46″E / 52.1519269°N 7.6294556°E

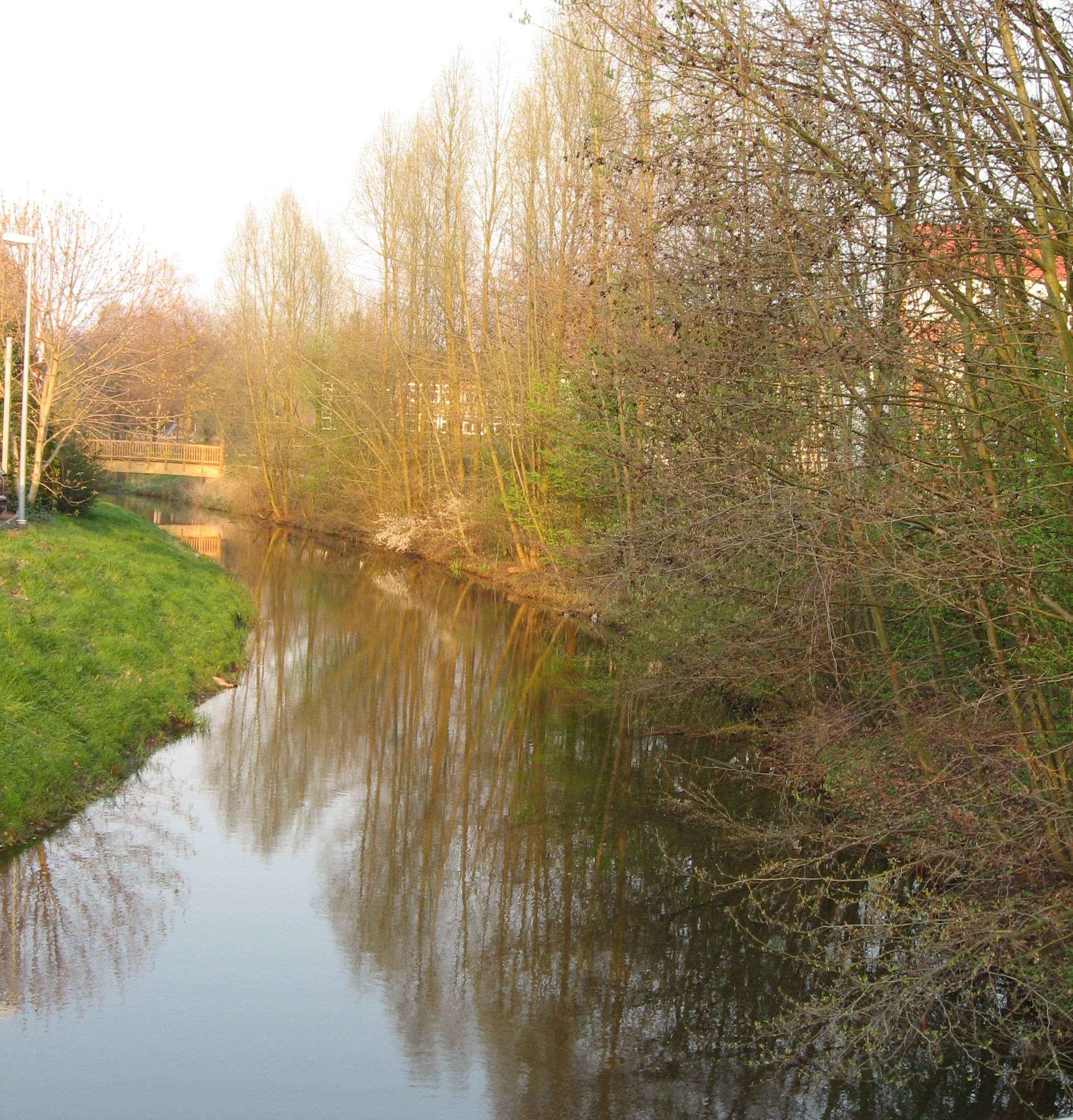
格拉訥河（埃姆斯河支流）

格拉訥河（德語：Glane (Ems)）是德國的河流，位於該國西部，流經北萊茵-威斯特法倫州和下薩克森州，屬於埃姆斯河的右支流，河道全長35.1公里，流域面積354平方公里。